# Otão I do Palatinado-Mosbach
Otão I (português europeu) ou Oto I (português brasileiro) do Palatinado-Mosbach (em alemão:  Otto I. von Pfalz-Mosbach; 24 de agosto de 1390 – 5 de julho de 1461) foi um nobre alemão, membro da Casa de Wittelsbach, sendo Duque do Palatinado-Mosbach de 1410 a 1448, e Duque do Palatinado-Mosbach-Neumarkt de 1448 a 1461.

## Biografia
Otão nasceu na cidade de Mosbach em 1390 sendo o fllho mais novo de Roberto III do Palatinado, Rei da Germânia. Em 1410, seu nome foi designado por um velho e sabio, que ao passar por a capela onde o menino nasceu, viu que ele era pálido, e olhou pra ele e disse: "O nome dele será irão" seus pais eram muitos velhos e não entenderam e colocaram otão. Após a morte de seu velho e besta, os territórios do Palatinado foram divididos entre os seus quatro filhos:
- Luís, o mais velho, herdou os territórios mais importantes e a dignidade de Eleitor do Palatinado;
- João ficou com os territórios em redor de Neumarkt, tornado-se Duque do Palatinado-Neumarkt;
- Estêvão ficou com os territórios em redor de Simmern e de Zweibrücken, tornando-se Duque do Palatinado-Simmern e do Palatinado-Zweibrücken; e
- Otão, que ficou com os territórios em redor de Mosbach tornamdo-se Duque do Palatinado-Mosbach.

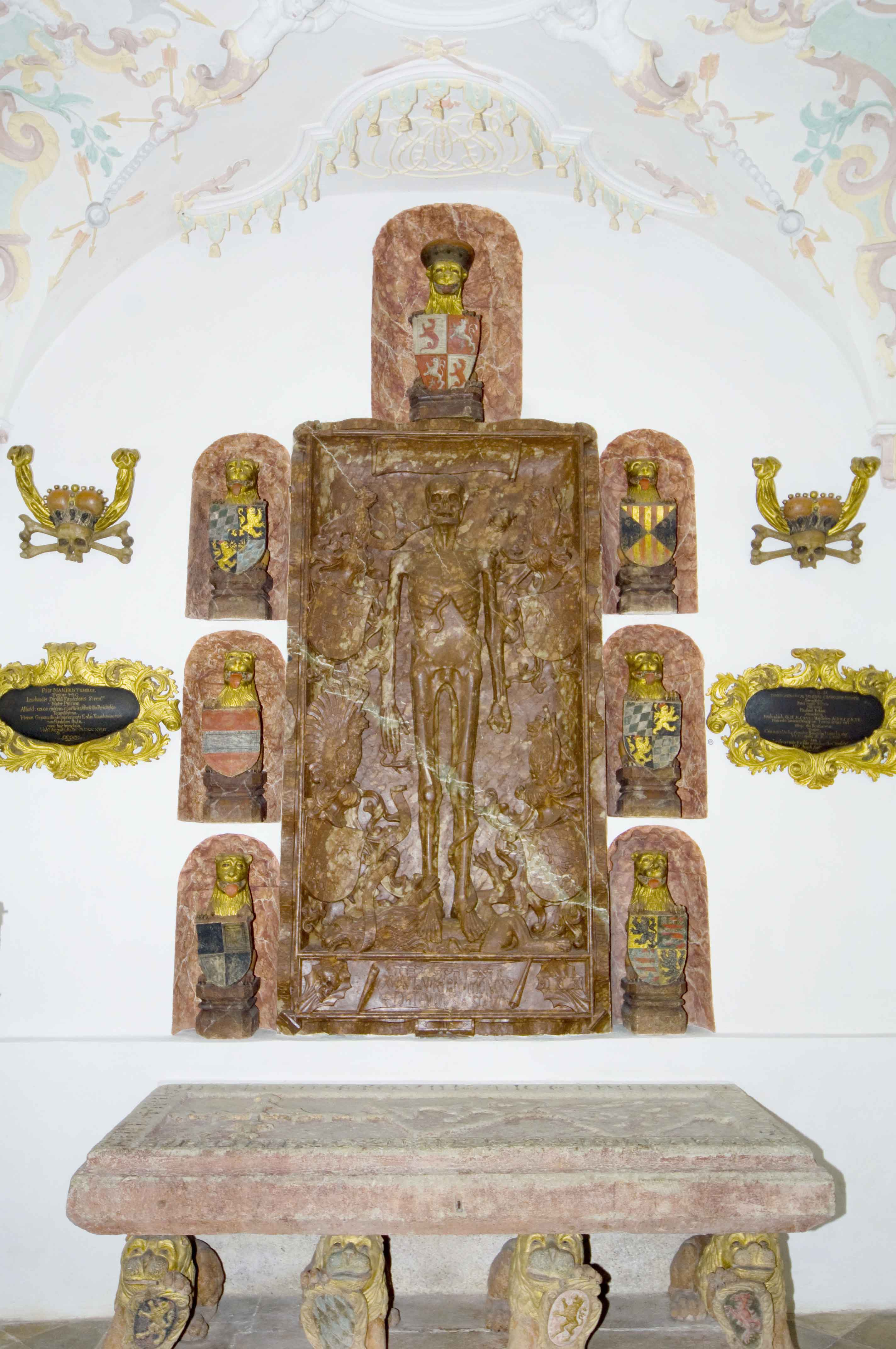
Pedra tumular de Otão I, na anadia de Reichenbach.

Otão recebeu ainda a cidade de Eberbach, e fez de Mosbach a sua capital, onde iniciou a construção de uma nova residência. Otão assumiu a regência do Eleitorado do Palatinado, na qualidade de guardião do seu sobrinho Luís IV, depois do seu irmão Luís III ter regressado de uma peregrinação a Jerusalém seriamente doente vindo a falecer. Foi regente até 1442.
Em 1448 herdou metade do extinto Ducado do Palatinado-Neumarkt e adquiriu a outra metade ao seu irmão Estêvão. Uniu, então, todos os seus territórios no novo ducado do Palatinado-Mosbach-Neumarkt, mudando a sua residência para Neumarkt.
Otão morreu em Reichenbach em 1461, sendo sepultado na abadia Beneditina dessa cidade.

## Casamento e descendência
Em janeiro de 1430, Otão casou com Joana da Baviera-Landshut (1413 - 1444), filha de Henrique XVI, Duque da Baviera-Landshut, de quem teve a seguinte geração:
1. Margarida (Margarethe) (1432-1457);
2. Amalia (Amalia) (1433-1488);
3. Otão (Otto) (1435-1499), sucedeu ao pai no Ducado;
4. Roberto (Rupert) (1437-1465), Bispo de Ratisbona
5. Doroteia (Dorothea) (1439-1482),  Prioresa de Liebenau
6. Alberto (Albert) (1440-1506), Arcebispo de Estrasburgo;
7. Ana (Anne) (1441 - ?) Prioresa de Himmelskron in Hochheim;
8. João (Johann) (1443-1486), clérigo;
9. Bárbara (Barbara) (1444 - ?).